# Everton Football Club 2016-2017

## Organigramma societario

### Staff tecnico
- Ronald Koeman - Allenatore
- Graeme Jones - Vice Allenatore
- Dennis Lawrence - Assistente Allenatore
- Alan Stubbs - Allenatore Riserve
- Iñaki Bergara - Allenatore dei portieri
- Kevin Reeves - Scout Capo
- Ian Irving - Dottore
- John Thomas - Dottore
- Jimmy Comer - Massaggiatore
- Richard Evans - Preparatore Atletico

## Rosa
| N. |                           | Ruolo | Calciatore               |
| -- | ------------------------- | ----- | ------------------------ |
| 1  | Spagna (bandiera)         | P     | Joel Robles              |
| 2  | Francia (bandiera)        | C     | Morgan Schneiderlin      |
| 3  | Inghilterra (bandiera)    | D     | Leighton Baines          |
| 5  | Galles (bandiera)         | D     | Ashley Williams          |
| 6  | Inghilterra (bandiera)    | D     | Phil Jagielka (capitano) |
| 8  | Inghilterra (bandiera)    | C     | Ross Barkley             |
| 9  | Costa d'Avorio (bandiera) | A     | Arouna Koné              |
| 10 | Belgio (bandiera)         | A     | Romelu Lukaku            |
| 11 | Belgio (bandiera)         | C     | Kevin Mirallas           |
| 12 | Inghilterra (bandiera)    | C     | Aaron Lennon             |
| 14 | RD del Congo (bandiera)   | C     | Yannick Bolasie          |
| 16 | Irlanda (bandiera)        | C     | James McCarthy           |

| N. |                                 | Ruolo | Calciatore           |
| -- | ------------------------------- | ----- | -------------------- |
| 17 | Senegal (bandiera)              | C     | Idrissa Gueye        |
| 18 | Inghilterra (bandiera)          | C     | Gareth Barry         |
| 19 | Ecuador (bandiera)              | A     | Enner Valencia       |
| 21 | Bosnia ed Erzegovina (bandiera) | C     | Muhamed Bešić        |
| 22 | Paesi Bassi (bandiera)          | P     | Maarten Stekelenburg |
| 23 | Irlanda (bandiera)              | D     | Séamus Coleman       |
| 25 | Argentina (bandiera)            | D     | Ramiro Funes Mori    |
| 26 | Inghilterra (bandiera)          | C     | Thomas Davies        |
| 30 | Inghilterra (bandiera)          | D     | Mason Holgate        |
| 31 | Inghilterra (bandiera)          | C     | Ademola Lookman      |
| 38 | Inghilterra (bandiera)          | D     | Matthew Pennington   |
|    | Inghilterra (bandiera)          | D     | Luke Garbutt         |